# Alfredo Elviro dos Santos
Alfredo Elviro dos Santos (Cascais, 7 de dezembro de 1855 – Lisboa, 24 de novembro de 1936) foi um sacerdote católico português.
Nasceu em Cascais em 1855, filho de João Inocêncio dos Santos e de Maria Cândida Correia. Iniciou os seus estudos em Lisboa, no Colégio Académico, e prosseguiu-os no Seminário Patriarcal de Santarém, tendo depois, entre 1876 e 1881 cursado Teologia na Universidade de Coimbra.
Ao longo da sua vida eclesiástica desempenhou as funções de prior das freguesias de São João Baptista de Runa e de Santa Engrácia, iniciando, em 1883, atividade no Patriarcado de Lisboa, sendo responsável pela reorganização do seu arquivo. Foi secretário de D. José Neto, Cardeal-Patriarca de Lisboa, tendo colaborado ativamente enquanto juiz da Venerável Irmandade dos Clérigos Pobres e na fundação da Liga do Clero Paroquial Português, em 1907, para reivindicar condições de sustento dos padres. Elviro dos Santos mantinha ligações com o Partido Nacionalista, pugnando pelo desejo de intervenção política do clero no âmbito da mobilização dos católicos para a vida política ativa.
Esteve ainda ligado à Escola de Belas-Artes de Lisboa e publicou várias obras sobre arte portuguesa. Neste âmbito, deve-se a Elviro dos Santos a redescoberta dos Painéis de São Vicente de Fora em 1882, durante uma inspeção das salas do Paço Patriarcal na companhia de Columbano Bordalo Pinheiro e sua irmã Maria Augusta Bordalo Pinheiro, enquanto desempenhava o papel de secretário do cardeal-patriarca; os painéis estavam aparentemente esquecidos entre os materiais das obras que aí decorriam.
Morreu em 1936, aos 80 anos de idade, em sua casa na Avenida Fontes Pereira de Melo, n.º 41, São Sebastião da Pedreira, em Lisboa, de uma broncopneumonia dupla; foi sepultado no 2.º Cemitério de Lisboa, em jazigo de família.